# بيتر براشاو
بيتر براشاو (بالإنجليزية: Peter Bradshaw)‏ هو مهندس بريطاني، ولد في 1935.